# Wiktor z Marsylii
Wiktor z Marsylii (zm. 287-288 lub 290) – według tradycji oficer Legii Tebańskiej, męczennik chrześcijański w czasach wspólnego panowania Dioklecjana i Maksymiana, patron Marsylii i święty Kościoła katolickiego.
Jego Pasja powstała ok. IX wieku, ale nie jest uważana za autentyczną, natomiast jego wczesny kult potwierdził już w VI wieku Grzegorz z Tours, który uważał Wiktora za biskupa. Kult Wiktora potwierdzają także badania archeologiczne z 1966 roku.
Wiktor z Marsylii, po długim procesie i torturach, miał ponieść śmierć męczeńską za odmowę wyrzeczenia się wiary chrześcijańskiej. Podczas pobytu w więzieniu nawrócił 3 strażników więziennych: Deuteriusza, Felicjana i Aleksandra, których ścięto wraz z Wiktorem i wyrzucono za burtę podczas morskiej podróży. Na miejscu ich chrześcijańskiego pochówku wybudowano kościół wykuty w skale. Podczas prac wykopaliskowych (1966), na cmentarzu we wnęce skały, odkryto 2 ciała prawdopodobnie z początku IV wieku. Niewykluczone, że należały do św. Wiktora i jego towarzysza.
Około 415 roku św. Jan Kasjan założył w Marsylii 2 klasztory (żeński i męski) nazwane opactwem św. Wiktora (fr. Abbaye Saint-Victor de Marseille w Vieux-Port), którego Wiktor został patronem.
W 806 roku święty Wiktor został ujęty w martyrologium liońskim, a następnie w innych.
Jego wspomnienie liturgiczne obchodzone jest 21 lipca za Martyrologium Rzymskim.
W ikonografii atrybutami świętego są: miecz, palma męczeństwa, sztandar, koń i koło na którym był łamany.